# 450737 Sarbievius
450737 Sarbievius este o planetă minoră (asteroid) din centura de asteroizi. A fost descoperită pe 14 aprilie 2007 la Molėtų astronomijos observatorija⁠(d) de . 
Obiectul prezintă o orbită caracterizată de o semiaxă mare de 3,1756654448618 UAi, o excentricitate de 0,21051010389733, o înclinație de 23,917157072214 ° în raport cu ecliptica.